# سوپور اترنوس و گروه سایه‌ها
سوپور اترنوس و گروه سایه‌ها (انگلیسی: Sopor Aeternus and The Ensemble of Shadows) (لاتین: sopor aeternus «چُرت ابدی» که اغلب به عنوان Sopor Aeternus یا Sopor از آن یاد می‌شود) یک پروژه موسیقی دارک وِیو مستقر در فرانکفورت است، که در سال ۱۹۸۹ توسط آنا وارنی کانتودا (انگلیسی: Anna-Varney Cantodea) شکل گرفت. آثار آنا-وارنی بسیار شخصی، مالیخولیایی و بدبینانه است.

## آنا-وارنی کانتودا

نماد جوزا، همان‌طور که در تمام آلبوم‌های Sopor Aeternus مشاهده می‌شود. همچنین شبیه به عدد "45" نیز می‌باشد.

کانتودا در ۸ فوریه در سالی نامعلوم در آلمان به دنیا آمد.  نام مستعار Cantodea از چندین منبع گرفته شده‌است؛ نام آنا و کلمه لاتین cantodea، یک واژهٔ ابداعی مرکب به معنای "من آواز می‌خوانم، الهه". او قبل از سال ۱۹۹۷ از نام صحنه "Varney" استفاده می‌کرده‌است، این نام از داستان ترسناک Varney, the Vampire; or the Feast of Blood گرفته شده‌است.
کانتودا تراجنسیتی است و در خارج از باینری جنسیتی مشخص قرار می‌گیرد. طبق گزارش‌ها، کانتودا مورد ضرب و شتم والدین و همسالان مدرسه بوده‌است. او در شش سالگی، طی عمل لوزه‌برداری، تجربه خارج از بدن داشته‌است.
شخصیت کانتودا منزوی و پیچیده‌است. او اظهار داشته‌است که «جلوی انسان» به‌طور زنده موسیقی اجرا نخواهد کرد. او به ادگار آلن پو علاقه دارد و اشعار او در آثار خود استفاده می‌کند. او همچنین از حامیان چندین جنبش فعال از جمله حقوق حیوانات، پرو-اتانازی، حقوق دگرباشان، وگان و گیاه‌خواری می‌باشد.
کانتودا شخصیتی بسیار روحانی است. او ساترن خدای رومی را پرستش می‌کند. او با ترکیب نماد نجومی زحل (Saturn) با مشتری (Jupiter)، نماد JUSA را ساخت که نمادی‌ست که نشان دهنده معنویت اوست. این نماد به نمادی از او و موسیقی‌اش تبدیل شده‌است.

## تاریخ

### ۱۹۸۹–۱۹۹۵
این پروژهٔ موسیقی در سال ۱۹۸۹ توسط آنا-وارنی (که در آن زمان به عنوان وارنی شناخته می‌شد) و هولگر تأسیس شد و به عنوان یک پروژه موسیقی سبک Neue Deutsche Todeskunst آغاز به کار کرد. آن دو در شهر فرانکفورت در یکی از کلاب‌های خرده‌فرهنگ گوت بنام نگاتیو، یکدیگر را ملاقات کرده‌بودند.
کانتودا و هولگر با بودجهٔ کمی برای خرید تجهیزات موسیقی آغاز به کار کردند و سه آلبوم آزمایشی ضبط کردند. این سه آلبوم (Es reiten die Toten so schnell..., Rufus, Till Time and Times Are Done) بین سالهای ۱۹۸۹ و ۱۹۹۲ ضبط شدند و تنها Es reiten ... به صورت عمومی منتشر شد. آلبوم‌های آزمایشی به‌طور جمعی با عنوان "Blut der Schwarzen Rose" (آلمانی: "خون گل رز") یا "The Undead-Trilogy" خوانده می‌شوند. اندکی پس از تولید کاست، هولگر گروه را ترک کرد.

## آثار

### آلبوم‌های آزمایشی
سه آلبوم آزمایشی که اغلب به آنها "Blut der schwarzen Rose" یا "The Undead-Trilogy" گفته می‌شود. فقط اولین آنها منتشر شده‌است.
- Es reiten die Toten so schnell… (۱۹۸۹)
- Rufus (۱۹۹۲)
- Till Time and Times Are Done (۱۹۹۲)

### آلبوم‌های استودیویی
- Ich töte mich... (۱۹۹۴)
- Todeswunsch (۱۹۹۵)
- The Inexperienced Spiral Traveller (۱۹۹۷)
- Dead Lovers' Sarabande (Face One) (۱۹۹۹)
- Dead Lovers' Sarabande (Face Two) (۱۹۹۹)
- Songs from the Inverted Womb (۲۰۰۰)
- Es reiten die Toten so schnell (۲۰۰۳)
- La Chambre d'Echo (۲۰۰۴)
- Les Fleurs du Mal - Die Blumen des Bösen (۲۰۰۷)
- A Triptychon of Ghosts (Part Two) - Have You Seen This Ghost? (۲۰۱۱)
- Poetica - All Beauty Sleeps (۲۰۱۳)
- Mitternacht (۲۰۱۴)
- The Spiral Sacrifice (۲۰۱۸)
- Death & Flamingos (۲۰۱۹)
- Island of the Dead (۲۰۲۰)